# Rivière Louvart
La rivière Louvart est un tributaire de la rive sud de la rivière Lepallier coulant dans la municipalité de Eeyou Istchee Baie-James, dans la région administrative du Nord-du-Québec, au Québec, au Canada.
Le cours de la rivière Louvart est situé au Sud-Ouest de Réserve de la Baie-James.
Une route forestière d’hiver (sens Nord-Sud) passe à 8,8 km du côté Est du lac Louvart, soit entre le lac Chaboullié et le lac Rodayer. Cette route est située plus ou moins en parallèle du côté Ouest de la route principale de la Baie-James venant de Matagami et menant encore plus au Nord.
La surface de la rivière Louvart est habituellement gelée du début novembre à la mi-mai, toutefois la circulation sécuritaire sur la glace se fait généralement de la mi-novembre à la mi-avril.

## Géographie
Les bassins versants voisins de la rivière Louvart sont :
- côté nord : rivière Broadback, rivière Lepallier/ruisseau Kwatkaakutech ;
- côté est : ruisseau Wemistikushiiuch, lac Chaboullié, lac Louvart, lac Rodayer, rivière Pauschikushish Ewiwach ;
- côté sud : rivière Nottaway, ruisseau Chechekw, lac Dusaux ;
- côté ouest : rivière Nottaway, rivière Kitchigama.

Ce bassin versant prend sa source au lac Louvart (longueur : 7,5 km ; altitude : 214 m). L’embouchure de ce lac est située à 6,3 km au nord-Est de la rivière Nottaway, à 14,6 km à l’Ouest du lac Rodayer (altitude : 250 m) (qui est le lac de tête de la rivière Lepallier) et à 63,1 km à l’Ouest du lac Evans.
La rivière Louvart commence son cours à l'embouchure du lac Louvart et coule plus ou moins en parallèle (du côté nord) à la rivière Nottaway. La rivière Louvart coule vers le nord-ouest entre la Nottaway (située au sud) et la rivière Broadback (située au nord). À partir du lac Louvart, le courant coule sur 14,4 km vers le Nord-Ouest jusqu'à la rive Sud de la rivière Lepallier. Cette dernière est un tributaire de la rive sud de la rivière Broadback laquelle coule vers l'ouest jusqu'à la baie de Rupert, située au sud de la baie James.

## Toponymie
Le toponyme rivière Louvart a été officialisé le 5 décembre 1968 à la Commission de toponymie du Québec, soit à la création de cette commission.